# Megrillán
Megrillán es una entidad de población española del municipio de Carrascal de Barregas, perteneciente a la provincia de Salamanca, en la comunidad autónoma de Castilla y León.

## Historia
Hacia mediados del siglo XIX, el lugar, por entonces referido como una alquería ya perteneciente a Carrascal de Barregas, tenía contabilizada una población de tres habitantes. Aparece descrito en el undécimo volumen del Diccionario geográfico-estadístico-histórico de España y sus posesiones de Ultramar de Pascual Madoz con las siguientes palabras:

MEGRILLÁN: alq. en la prov. y part. jud. de Salamanca, térm. jurisd. de Carrascal de Barregas. pobl.: 1 vec., 3 almas.
(Madoz, 1848, p. 352)

En 2022, tenía empadronados cuatro habitantes.